# Progress M-02M
Progress M-02M (ryska: Прогресс М-02M) eller som NASA kallar den, Progress 33 eller 33P, var en rysk obemannad rymdfarkost som levererade förnödenheter, syre, vatten och bränsle till rymdstationen ISS. Den sköts upp med en Sojuz-U-raket från Kosmodromen i Bajkonur den 7 maj 2009 och dockade med ISS den 12 maj. 
Den lämnade stationen den 30 juni 2009 och brann upp i jordens atmosfär den 13 juli 2009.

### Fotnoter
1. ↑  ”NASA Space Science Data Coordinated Archive” (på engelska). NASA. https://nssdc.gsfc.nasa.gov/nmc/spacecraft/display.action?id=2009-024A. Läst 1 mars 2020.
2. ↑  Manned Astronautics - Figures & Facts Arkiverad 19 juni 2011 hämtat från the Wayback Machine., läst 15 juli 2016.